# Can Rodeja
Can Rodeja és una obra de Porqueres (Pla de l'Estany) inclosa a l'Inventari del Patrimoni Arquitectònic de Catalunya.

## Descripció
Casa pairal de planta rectangular que consta de planta baixa i dos pisos. La coberta és a dues aigües. L'edifici ha estat realitzat amb pedra petita i irregular unida amb argamassa. A la façana principal s'obren, sense cap tipus d'ordre, diverses finestres de dimensions diferents, algunes de les quals han estat emmarcades per carreus ben escairats d'un material més noble, seguint una tipologia força comú a partir del segle xvi. La porta d'accés a la casa, ubicada a la façana principal, és un gran arc de mig punt adovellat. Al voltant de la masia principal hi ha tres cossos adjacents que tenien la funció de graners i dependències agrícoles. El conjunt està tancat per un barri amb una porta d'entrada de grans dimensions, quadrangular amb grans pedres de descàrrega.

## Història
A la llinda d'una finestra es pot llegir la data de 1634. Cal suposar, malgrat això, que el conjunt es va construir en etapes successives, ja que es poden percebre diferències estructurals entre els diversos edificis.